# محمود آستانه
محمود آستانه (زادهٔ ۱۳۳۷ آستانه) سیاست‌مدار و مدیر اجرایی ایرانی است، كه از سال ۱۳۹۳ تا ۱۴۰۱ به‌عنوان رئیس هیئت مدیره شرکت پتروایران مشغول به فعاليت بوده است. وی پیش‌تر در ادوار سوم، چهارم و پنجم مجلس شورای اسلامی نمایندهٔ سربند و شازند بود.